# Allen County (Ohio)
Allen County ist ein County im Bundesstaat Ohio der Vereinigten Staaten. Der Verwaltungssitz (County Seat) ist die Stadt Lima, die nach der Hauptstadt von Peru benannt wurde. Das U.S. Census Bureau hat bei der Volkszählung 2020 eine Einwohnerzahl von 102.206 ermittelt.

## Geographie
Das County liegt im Nordwesten von Ohio, ist im Westen etwa 40 km von der Grenze zu Indiana entfernt und hat eine Fläche von 1054 Quadratkilometern, wovon sechs Quadratkilometer Wasserfläche sind. Es grenzt im Uhrzeigersinn an folgende Countys: Putnam County, Hancock County, Hardin County, Auglaize County und Van Wert County.
Das County wird vom Office of Management and Budget zu statistischen Zwecken als Lima, OH Metropolitan Statistical Area geführt.

## Geschichte
Allen County wurde am 1. April 1820 aus Teilen des Shelby County gebildet. Benannt wurde es nach Ethan Allen, dem Führer der Green Mountain Boys, einer paramilitärischen Infanterieeinheit im Amerikanischen Unabhängigkeitskrieg oder nach John Allen, einem Colonel in Britisch-Amerikanischen Krieg von 1812–1814.
Ein Ort im County hat den Status einer National Historic Landmark, der Miami and Erie Canal Deep Cut. 30 Bauwerke und Stätten des Countys sind im National Register of Historic Places eingetragen (Stand 6. April 2018).

## Demografische Daten

Alterspyramide des Allen County

Nach der Volkszählung im Jahr 2000 lebten im Allen County 108.473 Menschen. Davon wohnten 6.113 Personen in Sammelunterkünften, die anderen Einwohner lebten in 40.646 Haushalten und 28.208 Familien. Die Bevölkerungsdichte betrug 104 Einwohner pro Quadratkilometer. Ethnisch betrachtet setzte sich die Bevölkerung zusammen aus 84,95 Prozent Weißen, 12,19 Prozent Afroamerikanern, 0,21 Prozent Indianern, 0,55 Prozent Asiaten, 0,01 Prozent Pazifischen Insulanern und 0,63 Prozent aus anderen ethnischen Gruppen; 1,45 Prozent stammten von zwei oder mehr Ethnien ab. 1,42 Prozent der Bevölkerung waren Hispanics oder Latinos.
Von den 40.646 Haushalten hatten 32,9 Prozent Kinder und Jugendliche unter 18 Jahre, die bei ihnen lebten. 53,0 Prozent waren verheiratete, zusammenlebende Paare, 12,4 Prozent waren allein erziehende Mütter, 30,6 Prozent waren keine Familien, 26,3 Prozent waren Singlehaushalte und in 11,2 Prozent lebten Menschen im Alter von 65 Jahren oder darüber. Die Durchschnittshaushaltsgröße betrug 2,52 und die durchschnittliche Familiengröße lag bei 3,05 Personen.
Auf das gesamte County bezogen setzte sich die Bevölkerung zusammen aus 25,9 Prozent Einwohnern unter 18 Jahren, 9,9 Prozent zwischen 18 und 24 Jahren, 27,6 Prozent zwischen 25 und 44 Jahren, 22,4 Prozent zwischen 45 und 64 Jahren und 14,2 Prozent waren 65 Jahre alt oder darüber. Das Durchschnittsalter betrug 36 Jahre. Auf 100 weibliche Personen kamen 100,0 männliche Personen. Auf 100 Frauen im Alter von 18 Jahren oder darüber kamen statistisch 98,0 Männer.
Das jährliche Durchschnittseinkommen eines Haushalts betrug 37.048 USD, das Durchschnittseinkommen der Familien betrug 44.723 USD. Männer hatten ein Durchschnittseinkommen von 35.546 USD, Frauen 23.537 USD. Das Prokopfeinkommen betrug 17.511 USD. 9,6 Prozent der Familien und 12,1 Prozent der Bevölkerung lebten unterhalb der Armutsgrenze. Davon waren 17,0 Prozent Kinder oder Jugendliche unter 18 Jahre und 9,6 Prozent waren Menschen über 65 Jahre.

### Orte in Allen County

#### Städte
- Delphos
- Lima

#### Dörfer

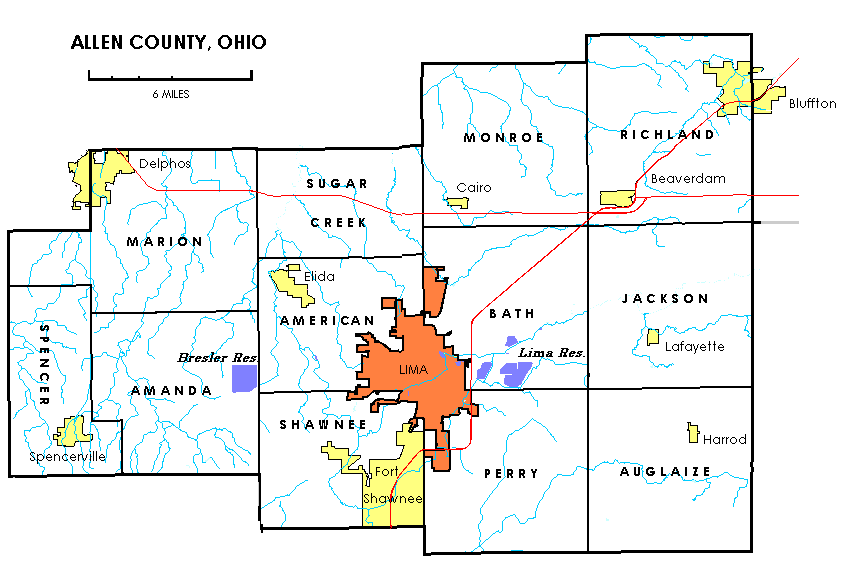
Karte des Allen County

| - Beaverdam - Bluffton - Cairo | - Elida - Fort Shawnee - Harrod | - Lafayette - Spencerville |

#### Townships
| - Amanda Township - American Township - Auglaize Township - Bath Township | - Jackson Township - Marion Township - Monroe Township - Perry Township | - Richland Township - Shawnee Township - Spencer Township - Sugar Creek Township |